# 학술연구정보서비스
학술연구정보서비스(Research Information Sharing Service, RISS)는 대한민국 교육부 출연기관 한국교육학술정보원에서 제공하는 학술연구정보화시스템이다. 1998년 학술연구서비스 개통 이후로 2019년 12월 기준 평균 20만 명의 연구자가 RISS를 이용하고 있으며, 아울러 일 평균 약 8만1천명이 이용하는 국내 최대 학술연구정보서비스이다. 전국 대학을 중심으로 한 학술정보 공동활용체제를 기반으로 국가 연구경쟁력 강화를 위해 서비스를 제공하고 있으며, 대학이 생산,보유,구독하는 모든 학술 자원들을 공동으로 이용할 수 있도록 개방된 서비스를 제공하고 있다.

## 주요 서비스
학술 정보 검색 서비스
- 국내 대학도서관 소장자료 복사/대출
- 국내 석박사 학위논문 원문서비스, 복사/대출
- 국내 학술지논문 원문서비스, 복사/대출
- 해외 전자저널(국가라이선스 28종 등)
- 외국학술지지원센터(FRIC)
- 고등교육 교수학습자료 공동활용 체제(KOCW) 서비스
- 학술관계분석서비스(SAM, Scholar Relation Analysis Map)

대학 도서관 지원 서비스
- 종합목록(Union Catalog)
- 상호대차(Inter-Library Loan, ILL)
- dCollection(디지털 학술정보 유통 체계)

## 기타 서비스
- 해외 대학 및 학술기관과의 연계를 통한, 글로벌 학술정보 유통망 구축
- 일본 대학의 소장자료 검색 및 자료신청 가능
- 유럽권자료 검색 및 자료복사서비스 - 프랑스국립도서관(Bibliothèque Nationale de France, BNF) 및 스페인국립도서관(Biblioteca Nacional de España, BNE) 소장자료 중 디지털화가 가능한 단행본, 학술지, 보고서, 팜플렛, 포스터, 이미지, 지도, 신문기사 등
- Westlaw International & Westlaw Next - 미국 연방과 주 판례 및 법령 등의 모든 법률자료와 리뷰, 학술지, 논문, 전문서적, 사전, 보고서, 서식서 제공 / 영국, 호주, 캐나다, EU, 홍콩, 한국, 국제기구 등의 법률 및 판례 정보 제공 / 한국법령(법제처), 대법원 및 고등법원 판결, 헌법재판소, 공정 거래위원회, 한국 소재 대학 발행 저널 등 한국 컨텐츠(영문) 독점 제공

## 연혁
- 1998년 5월, 학술연구정보서비스(RISS) 개통
- 1999년 4월, 교육부 산하 한국교육학술정보원(KERIS) 설립. EBS 부설 멀티미디어교육지원센터(KMEC)와 기관 통합
- 2000년 1월, 국가학술연구 DB 구축(학술지논문 / 학위논문 원문 구축) 시작
- 2001년 5월, "교육학술종합정보센터" 지정
- 2002년 11월, 일본 대학도서관 종합목록 (NACSIS-CAT) 데이터 베이스 연계
- 2003년 11월, 전국 4년제 대학 공동활용체제 가입 (100% 참여)
- 2004년 1월, 디지털 학술정보유통시스템(dCollection) 보급 시작
- 2005년 7월, ISO 9001:2000 국제품질경영시스템(QMS) 인증 획득
- 2006년 12월, 해외 대학용 RISS International 서비스 시작
- 2007년 5월, RISS 이용자 100만명 돌파[3]
- 2008년 11월, 고등교육 이러닝 서비스(KOCW) 시작
- 2010년 10월, 이용자 참여형 RISS 2.0 서비스 제공[4]
- 2010년 6월, 7개 외국학술지워넨터 소장정보 데이터 베이스 구축 완료
- 2010년 7월, 고등교육 이러닝 서비스 아이폰 애플리케이션 출시[5]
- 2011년 8월, RISS 모바일웹 서비스 정식 오픈[6]
- 2012년, KERIS와 전국대학간 학술정보 공유․활용 체제 구축(100% 참여, 699개 대학 및 기관)
- 2012년 4월, 대학공개강의 KOCW, 매일경제신문 주관, ⌜2012 모바일 브랜드 대상⌟ 수상(공공부문)
- 2013년, 학술정보 공개․개방을 위한 링크드 오픈 데이터(LOD) 시범 발행
- 2013년, 대학공개강의 KOCW, (디지털조선일보), <앱어워드코리아 2013>‘올해의 앱’공공부문 대상 수상
- 2014년, 학술정보 디지털화 및 온라인 제출․수집 시스템(dCollection) 통합운영
- 2015년, 이용자 중심 차세대 학술연구정보서비스(RISS) 개편 및 해외 전자정보 대학라이선스 DB 보급 확대(24종)
- 2016년, 이용현황 분석 및 참고 문헌 구축을 통한 논문 저자 간 관계망 시각화 플랫폼 구축
- 2017년 12월, 학술연구정보서비스 RISS, 제10회 대한민국소셜미디어대상 수상(준정부기관부문)
- 2018년 5월, 학술연구정보서비스 RISS, 2018년 대한민국고객만족브랜드대상 수상(학술연구부문)
- 2019년 12월, 이용자 맞춤형 RISS 서비스 개편

## 같이 보기
- KCI
- 한국연구재단
- NDSL
- 구글 스칼라